# Вербовщик (фильм)
«Вербовщик» — остросюжетный фильм режиссёра Эдуарда Гаврилова, снятый в СССР в 1991-м году.

## Сюжет
Самолёт военного лётчика Олега Зорова был сбит во время войны на Ближнем Востоке в начале 1970-х годов. Официально его признали погибшим. На самом же деле он в бессознательном состоянии попал в плен, где был завербован ЦРУ. Спустя 20 лет он возвращается на родину, но уже как гражданин США и под другим именем.

## В ролях
- Александр Михайлов — Олег Дмитриевич Зоров, он же Никита Петрович Шалаев, Алекс Фред Келли
- Любовь Полищук — Зинаида Павловна Новикова
- Спартак Мишулин — Григорий Степанович Логинов, он же Павлов, парикмахер, беглый красноармеец
- Игорь Бочкин — Андрей Петрович Камнев, учёный, кандидат физико-математических наук
- Андрей Градов — Саша Родин
- Валентин Смирнитский — полковник КГБ Михаил Иванович Егоров
- Михаил Жигалов — Виктор Гордеев, боевой друг Олега Зорова, муж Ольги, лётчик
- Андрей Смоляков — Вадим Анатольевич Кузин, он же Борис Иванович Кошелев, вор-рецидивист и убийца
- Мария Селянская — Инна Кошелева
- Ирина Чериченко — Ольга Дмитриевна Зорова, сестра Олега Зорова, художница
- Борис Токарев — Родин, милиционер
- Пётр Щербаков — полковник военкомата
- Валерий Носик — мелкий делец на скачках
- Ирина Дитц — блондинка

## Съёмочная группа
- Автор сценария — Эдуард Гаврилов, Юрий Маслов
- Режиссёр — Эдуард Гаврилов
- Операторы — Сергей Гаврилов, Инна Зарафьян
- Композитор — Валентин Овсянников